# Tiền Yên

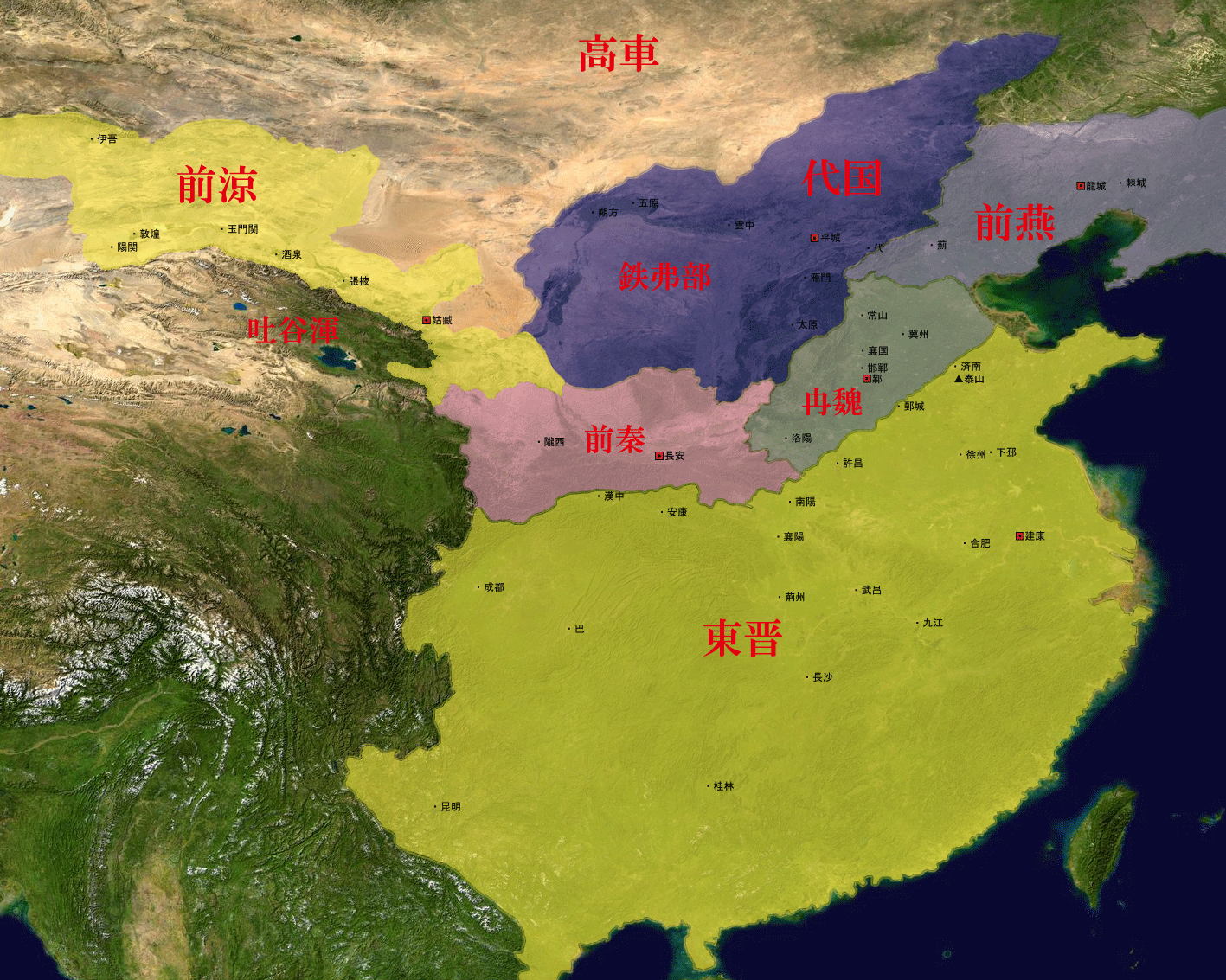
Năm 351
Tiền Yên
Đông Tấn
Tiền Tần
Nhiễm Ngụy
Tiền Lương
Đại

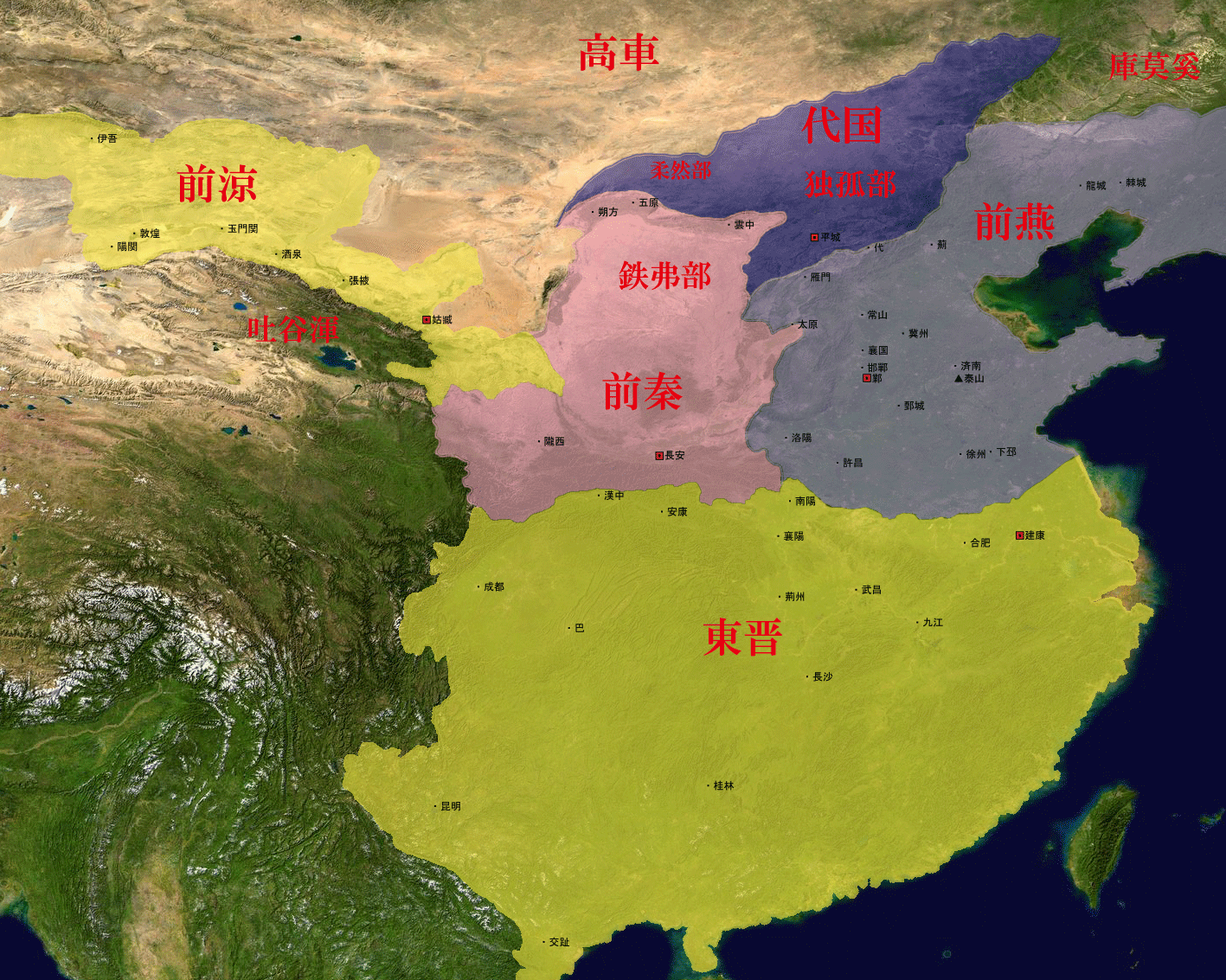
Năm 369
Tiền Yên
Đông Tấn
Tiền Tần
Tiền Lương
Đại

Tiền Yên là nhà nước đầu tiên của người Tiên Ty ở vùng Đông Bắc Trung Quốc do Mộ Dung Hoảng thành lập năm 337, diệt vong năm 370. Các nhà nước khác được thành lập về sau như Hậu Yên, Nam Yên, Bắc Yên, Tây Yên đều do tôn thất quan lại nhà Tiền Yên thành lập.

## Lịch sử
Năm 337, Mộ Dung Hoảng thuộc tộc Tiên Ti tự xưng Yên Vương, dời đô đến Long Thành, sử gọi là Tiền Yên. Cha Mộ Dung Hoảng là Mộ Dung Hối là người kiến lập nước Tiền Yên sớm nhất.
Vũ Tuyên Đế Mộ Dung Hối (269-333) gốc quý tộc Tiên Ti, cát cứ vùng Liêu Đông, được nhà Tây Tấn phong tước Liêu Đông quận công, Đại Thiền vu, Xương Lê công, đặt nền móng cho Mộ Dung thị xây dựng Yên Quốc. Mộ Dung Hối quản lý người tộc Tiên Ti dưới thời Tấn Vũ Đế, hoạt động suốt vùng Đồ Hà và Cức Thành, kinh doanh nông nghiệp, kiến lập chế độ chính trị, lợi dụng địa chủ tộc Hán làm quan lại, sai các con em quý tộc học tập Văn hóa Hán tộc.
Năm 333 Mộ Dung Hối chết, con là Văn Minh Đế Mộ Dung Hoảng (297-348) nối nghiệp cha, xưng Yên Vương năm 337 (đến năm 341 nhà Đông Tấn mới công nhận tước hiệu này), kinh đô ở Xương Lê (Cẩm Châu, Liêu Ninh), đánh tan Hậu Triệu.
Năm 339, Tiền Yên và Đại vương Thác Bạt Thập Dực Kiền thiết lập mối quan hệ hữu nghị giữa hai bộ tộc Tiên Ty thông qua hôn nhân. Năm 342, Tiền Yên định đô tại Long Thành.

## Phát triển kinh tế
Lúc ấy Tiền Yên có phần an định, các lưu dân chạy đến làm số dân tăng nhiều. Mộ Dung Hoảng cấp đất đai cho dân nghèo và bắt chước Ngụy Tấn thực hành chế độ đồn điền, thúc đẩy sinh sản nông nghiệp. Mộ Dung Hoảng chú ý phát triển văn hóa giáo dục, chính ông tự thân biên soạn nhiều giảng khóa, đến từng trường giảng học, tự tuyển chọn học sinh ưu tú ra làm quan.

## Phát triển thế lực
Quân đội Tiền Yên được xây dựng vững mạnh, cứ 5 hộ dân thì chọn lấy 3 người khỏe mạnh sung quân. Trong các năm 342 – 346, Tiền Yên tấn công các nước trên Bán đảo Triều Tiên, chiếm đất Cao Câu Ly và Phù Dư, buộc Cao Cú Ly phải thần phục.
Năm 345, Tiền Yên diệt tộc Vũ Văn, nhập dân số bộ tộc này vào lãnh thổ Tiền Yên. Năm 345, Tiền Yên thôi không dùng niên hiệu nhà Đông Tấn, một dấu hiệu chứng tỏ sự độc lập.
Mộ Dung Hoảng chết năm 348.

## Tiến xuống phía nam
Con trai Mộ Dung Hoảng là Mộ Dung Tuấn (319-360) nối nghiệp cha. Khi Hậu Triệu xảy ra loạn lạc, Nhiễm Mẫn soán ngôi, quân Yên vây hãm Ký Châu, Mộ Dung Lạc, Mộ Dung Bình đem quân đánh Trung Sơn, Nam An và các quận, tiêu diệt Hậu Triệu. Tháng 4 năm 352, quân Yên bắt Ngụy đế Nhiễm Mẫn đánh đất Nghiệp. Tháng 5, quân Yên chém Ngụy đế Nhiễm Mẫn.
Năm 355, Tiền Yên bức hàng Đoàn Cần lúc đó kiểm soát vùng Sơn Đông và là chư hầu nhận tước phong Tề Công của nhà Đông Tấn. Đoàn Cần bị giết 2 năm sau đó.
Năm 352, Mộ Dung Tuấn xưng Kinh Triệu Đế, kiến đô tại Kế Thành, đến năm 357 lại định đô ở Nghiệp Thành.
Mộ Dung Tuấn chết năm 360, ủy thác việc nước cho Thái Nguyên vương Mộ Dung Khác, Thượng Dung Vương Mộ Dung Bình làm nhiếp chính. Sau này, các con Mộ Dung Tuấn là Mộ Dung Hoằng và Mộ Dung Xung đều làm vua Tây Yên.

## Suy vong
Con trai Mộ Dung Tuấn là Trung Sơn Vương Mộ Dung Vĩ (350 – 385) kế vị nối nghiệp cha. Trong thời gian Mộ Dung Khác nắm quyền, quân đội Tiền Yên đánh bại quân Đông Tấn ở Hà Nam. Tháng 2 năm 364, quân Yên chiếm đất Hà Nam. Tháng 4, quân Yên công phạt Hứa Xương, Nhữ Nam và cát cứ các quận, chiếm Lạc Dương năm 365, Vinh Dương, Duyện Châu, đánh tan lực lượng của Hoàn Ôn nhà Đông Tấn, không ngừng mở rộng lãnh thổ.
Năm 367, trước khi Mộ Dung Khác chết định ủy thác việc nước cho Ngô Vương Mộ Dung Thùy (326 – 396) nhưng Mộ Dung Bình chuyên quyền, chính trị hủ bại và thế lực suy yếu nhanh chóng. Từ đó chính trị ngày càng thối nát, dân không thể sống, mâu thuẫn xã hội nghiêm trọng. Năm 370, vua Tiền Tần là Phù Kiên sai Vương Mãnh đem 6 vạn quân đánh Tiền Yên. Quân Tiền Tần tấn công vào Lạc Dương, sau đó là Hổ Quan và chiếm Tấn Dương. Mộ Dung Bình huy động 30 vạn quân kháng cự nhưng bị quân Tiền Tần đánh bại. 

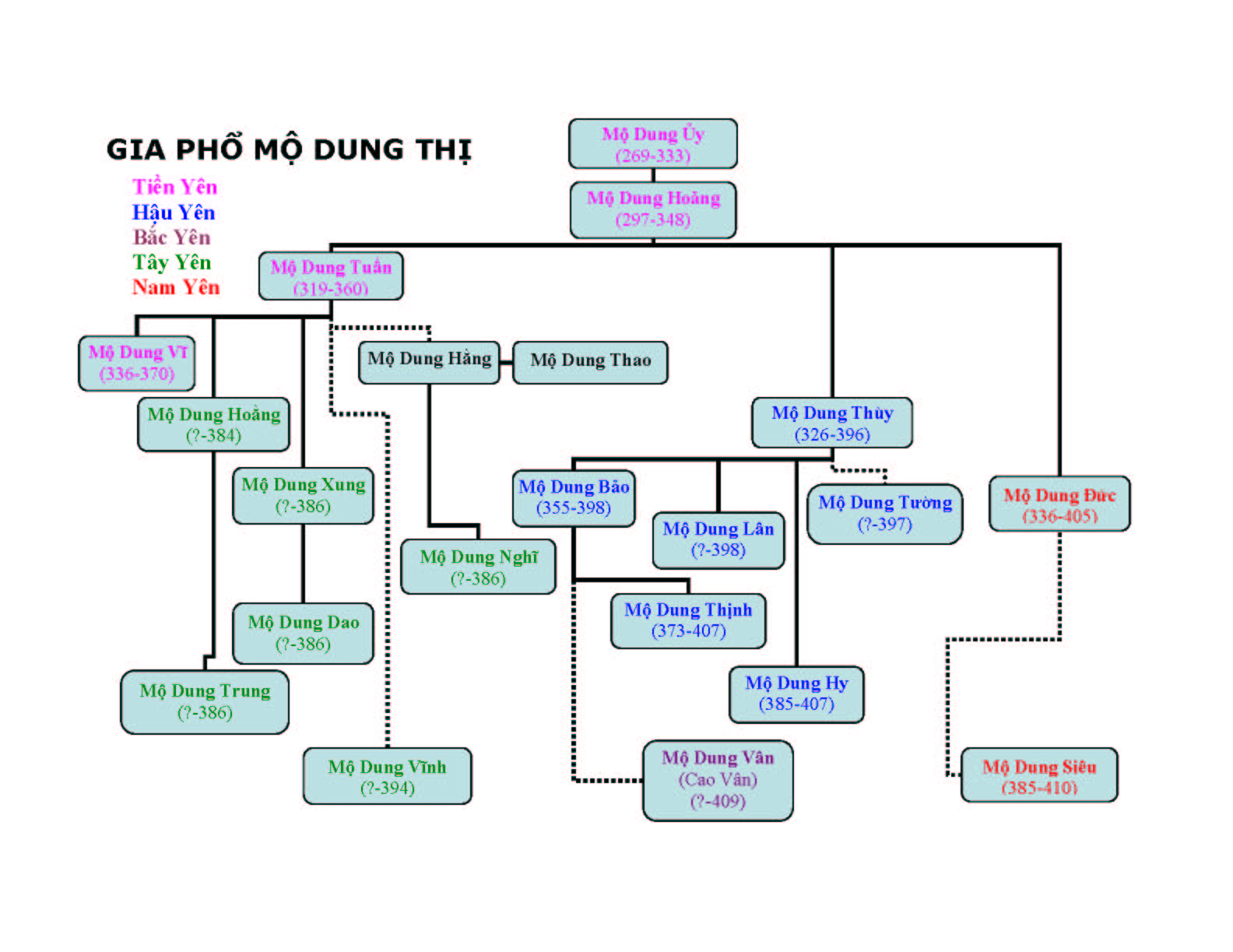
Mối liên hệ của các triều Yên quốc Mộ Dung

Mùa đông năm 370, quân Tiền Tần chiếm Nghiệp Thành, bắt sống Mộ Dung Vĩ. Tiền Yên mất, tồn tại 34 năm. Phù Kiên phong cho Mộ Dung Vĩ làm Tân Hưng Hầu.
Năm 385, khi nghe tin Mộ Dung Hoằng và Mộ Dung Xung khởi binh lập quốc, Mộ Dung Vĩ định gia nhập lực lượng chống lại Phù Kiên thì bị Phù Kiên giết chết.

## Các vua Tiền Yên
|                                           |                                           |                                           |                                           |                                           |                                           |  |  |                                                      |                                                      |                                                      |                                                      |                                                      |                                                      |  |  |                                           |                                           |                                           |                                           |                                           |                                           | nhận nuôi |  |                                      |                                      |                                      |                                      |                                      |                                      |  |  |                                                       |                                                       |                                                       |                                                       |                                                       |                                                       |  |  |                                     |                                     |                                     |                                     |                                     |                                     |  |  |                                                   |                                           |                                           |                                           |                                           |                                           |  |  |                                              |                                              |                                              |                                              |                                              |                                              |  |  |                                   |                                   |                                   |                                   |                                   |                                   |  |  |                                          |                                          |                                          |                                          |                                          |                                          |  |  |                                             |                                             |                                             |                                             |                                             |                                             |  |  |                                        |                                        |                                        |                                        |                                        |                                        |  |  |  |  |  |  |  |  |  |  |  |  |  |  |  |  |  |  |  |  |  |  |  |  |  |  |
|                                           |                                           |                                           |                                           |                                           |                                           |  |  |                                                      |                                                      |                                                      |                                                      |                                                      |                                                      |  |  |                                           |                                           |                                           |                                           |                                           |                                           |           |  |                                      |                                      |                                      |                                      |                                      |                                      |  |  | Mạc Hộ Bạt ?-220-245                                  |                                                       |                                                       |                                                       |                                                       |                                                       |  |  |                                     |                                     |                                     |                                     |                                     |                                     |  |  |                                                   |                                           |                                           |                                           |                                           |                                           |  |  |                                              |                                              |                                              |                                              |                                              |                                              |  |  |                                   |                                   |                                   |                                   |                                   |                                   |  |  |                                          |                                          |                                          |                                          |                                          |                                          |  |  |                                             |                                             |                                             |                                             |                                             |                                             |  |  |                                        |                                        |                                        |                                        |                                        |                                        |  |  |  |  |  |  |  |  |  |  |  |  |  |  |  |  |  |  |  |  |  |  |  |  |  |  |
|                                           |                                           |                                           |                                           |                                           |                                           |  |  |                                                      |                                                      |                                                      |                                                      |                                                      |                                                      |  |  |                                           |                                           |                                           |                                           |                                           |                                           |           |  |                                      |                                      |                                      |                                      |                                      |                                      |  |  |                                                       |                                                       |                                                       |                                                       |                                                       |                                                       |  |  |                                     |                                     |                                     |                                     |                                     |                                     |  |  |                                                   |                                           |                                           |                                           |                                           |                                           |  |  |                                              |                                              |                                              |                                              |                                              |                                              |  |  |                                   |                                   |                                   |                                   |                                   |                                   |  |  |                                          |                                          |                                          |                                          |                                          |                                          |  |  |                                             |                                             |                                             |                                             |                                             |                                             |  |  |                                        |                                        |                                        |                                        |                                        |                                        |  |  |  |  |  |  |  |  |  |  |  |  |  |  |  |  |  |  |  |  |  |  |  |  |  |  |
|                                           |                                           |                                           |                                           |                                           |                                           |  |  |                                                      |                                                      |                                                      |                                                      |                                                      |                                                      |  |  |                                           |                                           |                                           |                                           |                                           |                                           |           |  |                                      |                                      |                                      |                                      |                                      |                                      |  |  | Mộ Dung Mộc Diên ?-245-271                            |                                                       |                                                       |                                                       |                                                       |                                                       |  |  |                                     |                                     |                                     |                                     |                                     |                                     |  |  |                                                   |                                           |                                           |                                           |                                           |                                           |  |  |                                              |                                              |                                              |                                              |                                              |                                              |  |  |                                   |                                   |                                   |                                   |                                   |                                   |  |  |                                          |                                          |                                          |                                          |                                          |                                          |  |  |                                             |                                             |                                             |                                             |                                             |                                             |  |  |                                        |                                        |                                        |                                        |                                        |                                        |  |  |  |  |  |  |  |  |  |  |  |  |  |  |  |  |  |  |  |  |  |  |  |  |  |  |
|                                           |                                           |                                           |                                           |                                           |                                           |  |  |                                                      |                                                      |                                                      |                                                      |                                                      |                                                      |  |  |                                           |                                           |                                           |                                           |                                           |                                           |           |  |                                      |                                      |                                      |                                      |                                      |                                      |  |  |                                                       |                                                       |                                                       |                                                       |                                                       |                                                       |  |  |                                     |                                     |                                     |                                     |                                     |                                     |  |  |                                                   |                                           |                                           |                                           |                                           |                                           |  |  |                                              |                                              |                                              |                                              |                                              |                                              |  |  |                                   |                                   |                                   |                                   |                                   |                                   |  |  |                                          |                                          |                                          |                                          |                                          |                                          |  |  |                                             |                                             |                                             |                                             |                                             |                                             |  |  |                                        |                                        |                                        |                                        |                                        |                                        |  |  |  |  |  |  |  |  |  |  |  |  |  |  |  |  |  |  |  |  |  |  |  |  |  |  |
|                                           |                                           |                                           |                                           |                                           |                                           |  |  |                                                      |                                                      |                                                      |                                                      |                                                      |                                                      |  |  |                                           |                                           |                                           |                                           |                                           |                                           |           |  |                                      |                                      |                                      |                                      |                                      |                                      |  |  |                                                       |                                                       |                                                       |                                                       |                                                       |                                                       |  |  |                                     |                                     |                                     |                                     |                                     |                                     |  |  |                                                   |                                           |                                           |                                           |                                           |                                           |  |  |                                              |                                              |                                              |                                              |                                              |                                              |  |  |                                   |                                   |                                   |                                   |                                   |                                   |  |  |                                          |                                          |                                          |                                          |                                          |                                          |  |  |                                             |                                             |                                             |                                             |                                             |                                             |  |  |                                        |                                        |                                        |                                        |                                        |                                        |  |  |  |  |  |  |  |  |  |  |  |  |  |  |  |  |  |  |  |  |  |  |  |  |  |  |
|                                           |                                           |                                           |                                           |                                           |                                           |  |  |                                                      |                                                      |                                                      |                                                      |                                                      |                                                      |  |  |                                           |                                           |                                           |                                           |                                           |                                           |           |  |                                      |                                      |                                      |                                      |                                      |                                      |  |  | Mộ Dung Thiệp Quy ?-271-283                           | Mộ Dung Thiệp Quy ?-271-283                           | Mộ Dung Thiệp Quy ?-271-283                           | Mộ Dung Thiệp Quy ?-271-283                           | Mộ Dung Thiệp Quy ?-271-283                           | Mộ Dung Thiệp Quy ?-271-283                           |  |  | Mộ Dung San ?-283-285               | Mộ Dung San ?-283-285               | Mộ Dung San ?-283-285               | Mộ Dung San ?-283-285               | Mộ Dung San ?-283-285               | Mộ Dung San ?-283-285               |  |  |                                                   |                                           |                                           |                                           |                                           |                                           |  |  |                                              |                                              |                                              |                                              |                                              |                                              |  |  |                                   |                                   |                                   |                                   |                                   |                                   |  |  |                                          |                                          |                                          |                                          |                                          |                                          |  |  |                                             |                                             |                                             |                                             |                                             |                                             |  |  |                                        |                                        |                                        |                                        |                                        |                                        |  |  |  |  |  |  |  |  |  |  |  |  |  |  |  |  |  |  |  |  |  |  |  |  |  |  |
|                                           |                                           |                                           |                                           |                                           |                                           |  |  |                                                      |                                                      |                                                      |                                                      |                                                      |                                                      |  |  |                                           |                                           |                                           |                                           |                                           |                                           |           |  |                                      |                                      |                                      |                                      |                                      |                                      |  |  | Mộ Dung Thiệp Quy ?-271-283                           | Mộ Dung Thiệp Quy ?-271-283                           | Mộ Dung Thiệp Quy ?-271-283                           | Mộ Dung Thiệp Quy ?-271-283                           | Mộ Dung Thiệp Quy ?-271-283                           | Mộ Dung Thiệp Quy ?-271-283                           |  |  | Mộ Dung San ?-283-285               | Mộ Dung San ?-283-285               | Mộ Dung San ?-283-285               | Mộ Dung San ?-283-285               | Mộ Dung San ?-283-285               | Mộ Dung San ?-283-285               |  |  |                                                   |                                           |                                           |                                           |                                           |                                           |  |  |                                              |                                              |                                              |                                              |                                              |                                              |  |  |                                   |                                   |                                   |                                   |                                   |                                   |  |  |                                          |                                          |                                          |                                          |                                          |                                          |  |  |                                             |                                             |                                             |                                             |                                             |                                             |  |  |                                        |                                        |                                        |                                        |                                        |                                        |  |  |  |  |  |  |  |  |  |  |  |  |  |  |  |  |  |  |  |  |  |  |  |  |  |  |
|                                           |                                           |                                           |                                           |                                           |                                           |  |  |                                                      |                                                      |                                                      |                                                      |                                                      |                                                      |  |  |                                           |                                           |                                           |                                           |                                           |                                           |           |  |                                      |                                      |                                      |                                      |                                      |                                      |  |  |                                                       |                                                       |                                                       |                                                       |                                                       |                                                       |  |  |                                     |                                     |                                     |                                     |                                     |                                     |  |  |                                                   |                                           |                                           |                                           |                                           |                                           |  |  |                                              |                                              |                                              |                                              |                                              |                                              |  |  |                                   |                                   |                                   |                                   |                                   |                                   |  |  |                                          |                                          |                                          |                                          |                                          |                                          |  |  |                                             |                                             |                                             |                                             |                                             |                                             |  |  |                                        |                                        |                                        |                                        |                                        |                                        |  |  |  |  |  |  |  |  |  |  |  |  |  |  |  |  |  |  |  |  |  |  |  |  |  |  |
|                                           |                                           |                                           |                                           |                                           |                                           |  |  |                                                      |                                                      |                                                      |                                                      |                                                      |                                                      |  |  |                                           |                                           |                                           |                                           |                                           |                                           |           |  | Mộ Dung Thổ Dục Hồn ?-k.317          | Mộ Dung Thổ Dục Hồn ?-k.317          | Mộ Dung Thổ Dục Hồn ?-k.317          | Mộ Dung Thổ Dục Hồn ?-k.317          | Mộ Dung Thổ Dục Hồn ?-k.317          | Mộ Dung Thổ Dục Hồn ?-k.317          |  |  | Yên Vũ Tuyên Đế Mộ Dung Hối 269-307-333               | Yên Vũ Tuyên Đế Mộ Dung Hối 269-307-333               | Yên Vũ Tuyên Đế Mộ Dung Hối 269-307-333               | Yên Vũ Tuyên Đế Mộ Dung Hối 269-307-333               | Yên Vũ Tuyên Đế Mộ Dung Hối 269-307-333               | Yên Vũ Tuyên Đế Mộ Dung Hối 269-307-333               |  |  |                                     |                                     |                                     |                                     |                                     |                                     |  |  |                                                   |                                           |                                           |                                           |                                           |                                           |  |  |                                              |                                              |                                              |                                              |                                              |                                              |  |  |                                   |                                   |                                   |                                   |                                   |                                   |  |  |                                          |                                          |                                          |                                          |                                          |                                          |  |  |                                             |                                             |                                             |                                             |                                             |                                             |  |  | Tây Bình công Mộ Dung Vận              | Tây Bình công Mộ Dung Vận              | Tây Bình công Mộ Dung Vận              | Tây Bình công Mộ Dung Vận              | Tây Bình công Mộ Dung Vận              | Tây Bình công Mộ Dung Vận              |  |  |  |  |  |  |  |  |  |  |  |  |  |  |  |  |  |  |  |  |  |  |  |  |  |  |
|                                           |                                           |                                           |                                           |                                           |                                           |  |  |                                                      |                                                      |                                                      |                                                      |                                                      |                                                      |  |  |                                           |                                           |                                           |                                           |                                           |                                           |           |  | Mộ Dung Thổ Dục Hồn ?-k.317          | Mộ Dung Thổ Dục Hồn ?-k.317          | Mộ Dung Thổ Dục Hồn ?-k.317          | Mộ Dung Thổ Dục Hồn ?-k.317          | Mộ Dung Thổ Dục Hồn ?-k.317          | Mộ Dung Thổ Dục Hồn ?-k.317          |  |  | Yên Vũ Tuyên Đế Mộ Dung Hối 269-307-333               | Yên Vũ Tuyên Đế Mộ Dung Hối 269-307-333               | Yên Vũ Tuyên Đế Mộ Dung Hối 269-307-333               | Yên Vũ Tuyên Đế Mộ Dung Hối 269-307-333               | Yên Vũ Tuyên Đế Mộ Dung Hối 269-307-333               | Yên Vũ Tuyên Đế Mộ Dung Hối 269-307-333               |  |  |                                     |                                     |                                     |                                     |                                     |                                     |  |  |                                                   |                                           |                                           |                                           |                                           |                                           |  |  |                                              |                                              |                                              |                                              |                                              |                                              |  |  |                                   |                                   |                                   |                                   |                                   |                                   |  |  |                                          |                                          |                                          |                                          |                                          |                                          |  |  |                                             |                                             |                                             |                                             |                                             |                                             |  |  | Tây Bình công Mộ Dung Vận              | Tây Bình công Mộ Dung Vận              | Tây Bình công Mộ Dung Vận              | Tây Bình công Mộ Dung Vận              | Tây Bình công Mộ Dung Vận              | Tây Bình công Mộ Dung Vận              |  |  |  |  |  |  |  |  |  |  |  |  |  |  |  |  |  |  |  |  |  |  |  |  |  |  |
|                                           |                                           |                                           |                                           |                                           |                                           |  |  |                                                      |                                                      |                                                      |                                                      |                                                      |                                                      |  |  |                                           |                                           |                                           |                                           |                                           |                                           |           |  |                                      |                                      |                                      |                                      |                                      |                                      |  |  | 1(Tiền) Yên Văn Minh Đế Mộ Dung Hoảng 297-333-307-348 | 1(Tiền) Yên Văn Minh Đế Mộ Dung Hoảng 297-333-307-348 | 1(Tiền) Yên Văn Minh Đế Mộ Dung Hoảng 297-333-307-348 | 1(Tiền) Yên Văn Minh Đế Mộ Dung Hoảng 297-333-307-348 | 1(Tiền) Yên Văn Minh Đế Mộ Dung Hoảng 297-333-307-348 | 1(Tiền) Yên Văn Minh Đế Mộ Dung Hoảng 297-333-307-348 |  |  |                                     |                                     |                                     |                                     |                                     |                                     |  |  |                                                   |                                           |                                           |                                           |                                           |                                           |  |  |                                              |                                              |                                              |                                              |                                              |                                              |  |  |                                   |                                   |                                   |                                   |                                   |                                   |  |  |                                          |                                          |                                          |                                          |                                          |                                          |  |  |                                             |                                             |                                             |                                             |                                             |                                             |  |  | □                                      | □                                      | □                                      | □                                      | □                                      | □                                      |  |  |  |  |  |  |  |  |  |  |  |  |  |  |  |  |  |  |  |  |  |  |  |  |  |  |
|                                           |                                           |                                           |                                           |                                           |                                           |  |  |                                                      |                                                      |                                                      |                                                      |                                                      |                                                      |  |  |                                           |                                           |                                           |                                           |                                           |                                           |           |  |                                      |                                      |                                      |                                      |                                      |                                      |  |  | 1(Tiền) Yên Văn Minh Đế Mộ Dung Hoảng 297-333-307-348 | 1(Tiền) Yên Văn Minh Đế Mộ Dung Hoảng 297-333-307-348 | 1(Tiền) Yên Văn Minh Đế Mộ Dung Hoảng 297-333-307-348 | 1(Tiền) Yên Văn Minh Đế Mộ Dung Hoảng 297-333-307-348 | 1(Tiền) Yên Văn Minh Đế Mộ Dung Hoảng 297-333-307-348 | 1(Tiền) Yên Văn Minh Đế Mộ Dung Hoảng 297-333-307-348 |  |  |                                     |                                     |                                     |                                     |                                     |                                     |  |  |                                                   |                                           |                                           |                                           |                                           |                                           |  |  |                                              |                                              |                                              |                                              |                                              |                                              |  |  |                                   |                                   |                                   |                                   |                                   |                                   |  |  |                                          |                                          |                                          |                                          |                                          |                                          |  |  |                                             |                                             |                                             |                                             |                                             |                                             |  |  | □                                      | □                                      | □                                      | □                                      | □                                      | □                                      |  |  |  |  |  |  |  |  |  |  |  |  |  |  |  |  |  |  |  |  |  |  |  |  |  |  |
|                                           |                                           |                                           |                                           |                                           |                                           |  |  |                                                      |                                                      |                                                      |                                                      |                                                      |                                                      |  |  |                                           |                                           |                                           |                                           |                                           |                                           |           |  |                                      |                                      |                                      |                                      |                                      |                                      |  |  |                                                       |                                                       |                                                       |                                                       |                                                       |                                                       |  |  |                                     |                                     |                                     |                                     |                                     |                                     |  |  |                                                   |                                           |                                           |                                           |                                           |                                           |  |  |                                              |                                              |                                              |                                              |                                              |                                              |  |  |                                   |                                   |                                   |                                   |                                   |                                   |  |  |                                          |                                          |                                          |                                          |                                          |                                          |  |  |                                             |                                             |                                             |                                             |                                             |                                             |  |  |                                        |                                        |                                        |                                        |                                        |                                        |  |  |  |  |  |  |  |  |  |  |  |  |  |  |  |  |  |  |  |  |  |  |  |  |  |  |
|                                           |                                           |                                           |                                           |                                           |                                           |  |  | 2Tiền Yên Cảnh Chiêu Đế Mộ Dung Tuấn 319-348-353-360 | 2Tiền Yên Cảnh Chiêu Đế Mộ Dung Tuấn 319-348-353-360 | 2Tiền Yên Cảnh Chiêu Đế Mộ Dung Tuấn 319-348-353-360 | 2Tiền Yên Cảnh Chiêu Đế Mộ Dung Tuấn 319-348-353-360 | 2Tiền Yên Cảnh Chiêu Đế Mộ Dung Tuấn 319-348-353-360 | 2Tiền Yên Cảnh Chiêu Đế Mộ Dung Tuấn 319-348-353-360 |  |  | Thái Nguyên Hoàn Vương Mộ Dung Khác ?-367 | Thái Nguyên Hoàn Vương Mộ Dung Khác ?-367 | Thái Nguyên Hoàn Vương Mộ Dung Khác ?-367 | Thái Nguyên Hoàn Vương Mộ Dung Khác ?-367 | Thái Nguyên Hoàn Vương Mộ Dung Khác ?-367 | Thái Nguyên Hoàn Vương Mộ Dung Khác ?-367 |           |  |                                      |                                      |                                      |                                      |                                      |                                      |  |  | 1Hậu Yên Thành Vũ Đế Mộ Dung Thùy 326-384-396         | 1Hậu Yên Thành Vũ Đế Mộ Dung Thùy 326-384-396         | 1Hậu Yên Thành Vũ Đế Mộ Dung Thùy 326-384-396         | 1Hậu Yên Thành Vũ Đế Mộ Dung Thùy 326-384-396         | 1Hậu Yên Thành Vũ Đế Mộ Dung Thùy 326-384-396         | 1Hậu Yên Thành Vũ Đế Mộ Dung Thùy 326-384-396         |  |  |                                     |                                     |                                     |                                     |                                     |                                     |  |  |                                                   |                                           |                                           |                                           |                                           |                                           |  |  |                                              |                                              |                                              |                                              |                                              |                                              |  |  | Nghi Đô Vương Mộ Dung Hoàn ?-373  | Nghi Đô Vương Mộ Dung Hoàn ?-373  | Nghi Đô Vương Mộ Dung Hoàn ?-373  | Nghi Đô Vương Mộ Dung Hoàn ?-373  | Nghi Đô Vương Mộ Dung Hoàn ?-373  | Nghi Đô Vương Mộ Dung Hoàn ?-373  |  |  | Nam Yên Mục Đế Mộ Dung Nạp ?-385         | Nam Yên Mục Đế Mộ Dung Nạp ?-385         | Nam Yên Mục Đế Mộ Dung Nạp ?-385         | Nam Yên Mục Đế Mộ Dung Nạp ?-385         | Nam Yên Mục Đế Mộ Dung Nạp ?-385         | Nam Yên Mục Đế Mộ Dung Nạp ?-385         |  |  | 1Nam Yên Hiến Vũ Đế Mộ Dung Đức 336-398-405 | 1Nam Yên Hiến Vũ Đế Mộ Dung Đức 336-398-405 | 1Nam Yên Hiến Vũ Đế Mộ Dung Đức 336-398-405 | 1Nam Yên Hiến Vũ Đế Mộ Dung Đức 336-398-405 | 1Nam Yên Hiến Vũ Đế Mộ Dung Đức 336-398-405 | 1Nam Yên Hiến Vũ Đế Mộ Dung Đức 336-398-405 |  |  | 6Tây Yên Mạt Đế Mộ Dung Vĩnh ?-386-394 | 6Tây Yên Mạt Đế Mộ Dung Vĩnh ?-386-394 | 6Tây Yên Mạt Đế Mộ Dung Vĩnh ?-386-394 | 6Tây Yên Mạt Đế Mộ Dung Vĩnh ?-386-394 | 6Tây Yên Mạt Đế Mộ Dung Vĩnh ?-386-394 | 6Tây Yên Mạt Đế Mộ Dung Vĩnh ?-386-394 |  |  |  |  |  |  |  |  |  |  |  |  |  |  |  |  |  |  |  |  |  |  |  |  |  |  |
|                                           |                                           |                                           |                                           |                                           |                                           |  |  | 2Tiền Yên Cảnh Chiêu Đế Mộ Dung Tuấn 319-348-353-360 | 2Tiền Yên Cảnh Chiêu Đế Mộ Dung Tuấn 319-348-353-360 | 2Tiền Yên Cảnh Chiêu Đế Mộ Dung Tuấn 319-348-353-360 | 2Tiền Yên Cảnh Chiêu Đế Mộ Dung Tuấn 319-348-353-360 | 2Tiền Yên Cảnh Chiêu Đế Mộ Dung Tuấn 319-348-353-360 | 2Tiền Yên Cảnh Chiêu Đế Mộ Dung Tuấn 319-348-353-360 |  |  | Thái Nguyên Hoàn Vương Mộ Dung Khác ?-367 | Thái Nguyên Hoàn Vương Mộ Dung Khác ?-367 | Thái Nguyên Hoàn Vương Mộ Dung Khác ?-367 | Thái Nguyên Hoàn Vương Mộ Dung Khác ?-367 | Thái Nguyên Hoàn Vương Mộ Dung Khác ?-367 | Thái Nguyên Hoàn Vương Mộ Dung Khác ?-367 |           |  |                                      |                                      |                                      |                                      |                                      |                                      |  |  | 1Hậu Yên Thành Vũ Đế Mộ Dung Thùy 326-384-396         | 1Hậu Yên Thành Vũ Đế Mộ Dung Thùy 326-384-396         | 1Hậu Yên Thành Vũ Đế Mộ Dung Thùy 326-384-396         | 1Hậu Yên Thành Vũ Đế Mộ Dung Thùy 326-384-396         | 1Hậu Yên Thành Vũ Đế Mộ Dung Thùy 326-384-396         | 1Hậu Yên Thành Vũ Đế Mộ Dung Thùy 326-384-396         |  |  |                                     |                                     |                                     |                                     |                                     |                                     |  |  |                                                   |                                           |                                           |                                           |                                           |                                           |  |  |                                              |                                              |                                              |                                              |                                              |                                              |  |  | Nghi Đô Vương Mộ Dung Hoàn ?-373  | Nghi Đô Vương Mộ Dung Hoàn ?-373  | Nghi Đô Vương Mộ Dung Hoàn ?-373  | Nghi Đô Vương Mộ Dung Hoàn ?-373  | Nghi Đô Vương Mộ Dung Hoàn ?-373  | Nghi Đô Vương Mộ Dung Hoàn ?-373  |  |  | Nam Yên Mục Đế Mộ Dung Nạp ?-385         | Nam Yên Mục Đế Mộ Dung Nạp ?-385         | Nam Yên Mục Đế Mộ Dung Nạp ?-385         | Nam Yên Mục Đế Mộ Dung Nạp ?-385         | Nam Yên Mục Đế Mộ Dung Nạp ?-385         | Nam Yên Mục Đế Mộ Dung Nạp ?-385         |  |  | 1Nam Yên Hiến Vũ Đế Mộ Dung Đức 336-398-405 | 1Nam Yên Hiến Vũ Đế Mộ Dung Đức 336-398-405 | 1Nam Yên Hiến Vũ Đế Mộ Dung Đức 336-398-405 | 1Nam Yên Hiến Vũ Đế Mộ Dung Đức 336-398-405 | 1Nam Yên Hiến Vũ Đế Mộ Dung Đức 336-398-405 | 1Nam Yên Hiến Vũ Đế Mộ Dung Đức 336-398-405 |  |  | 6Tây Yên Mạt Đế Mộ Dung Vĩnh ?-386-394 | 6Tây Yên Mạt Đế Mộ Dung Vĩnh ?-386-394 | 6Tây Yên Mạt Đế Mộ Dung Vĩnh ?-386-394 | 6Tây Yên Mạt Đế Mộ Dung Vĩnh ?-386-394 | 6Tây Yên Mạt Đế Mộ Dung Vĩnh ?-386-394 | 6Tây Yên Mạt Đế Mộ Dung Vĩnh ?-386-394 |  |  |  |  |  |  |  |  |  |  |  |  |  |  |  |  |  |  |  |  |  |  |  |  |  |  |
|                                           |                                           |                                           |                                           |                                           |                                           |  |  |                                                      |                                                      |                                                      |                                                      |                                                      |                                                      |  |  |                                           |                                           |                                           |                                           |                                           |                                           |           |  |                                      |                                      |                                      |                                      |                                      |                                      |  |  |                                                       |                                                       |                                                       |                                                       |                                                       |                                                       |  |  |                                     |                                     |                                     |                                     |                                     |                                     |  |  |                                                   |                                           |                                           |                                           |                                           |                                           |  |  |                                              |                                              |                                              |                                              |                                              |                                              |  |  |                                   |                                   |                                   |                                   |                                   |                                   |  |  |                                          |                                          |                                          |                                          |                                          |                                          |  |  |                                             |                                             |                                             |                                             |                                             |                                             |  |  |                                        |                                        |                                        |                                        |                                        |                                        |  |  |  |  |  |  |  |  |  |  |  |  |  |  |  |  |  |  |  |  |  |  |  |  |  |  |
| 3Tiền Yên U Đế Mộ Dung Vĩ 350-360-370-384 | 3Tiền Yên U Đế Mộ Dung Vĩ 350-360-370-384 | 3Tiền Yên U Đế Mộ Dung Vĩ 350-360-370-384 | 3Tiền Yên U Đế Mộ Dung Vĩ 350-360-370-384 | 3Tiền Yên U Đế Mộ Dung Vĩ 350-360-370-384 | 3Tiền Yên U Đế Mộ Dung Vĩ 350-360-370-384 |  |  | 1Tây Yên Tế Bắc Vương Mộ Dung Hoằng ?-384            | 1Tây Yên Tế Bắc Vương Mộ Dung Hoằng ?-384            | 1Tây Yên Tế Bắc Vương Mộ Dung Hoằng ?-384            | 1Tây Yên Tế Bắc Vương Mộ Dung Hoằng ?-384            | 1Tây Yên Tế Bắc Vương Mộ Dung Hoằng ?-384            | 1Tây Yên Tế Bắc Vương Mộ Dung Hoằng ?-384            |  |  | 2Tây Yên Uy Đế Mộ Dung Xung 359-384-386   | 2Tây Yên Uy Đế Mộ Dung Xung 359-384-386   | 2Tây Yên Uy Đế Mộ Dung Xung 359-384-386   | 2Tây Yên Uy Đế Mộ Dung Xung 359-384-386   | 2Tây Yên Uy Đế Mộ Dung Xung 359-384-386   | 2Tây Yên Uy Đế Mộ Dung Xung 359-384-386   |           |  | Yên Hiến Trang Đế Mộ Dung Lệnh ?-370 | Yên Hiến Trang Đế Mộ Dung Lệnh ?-370 | Yên Hiến Trang Đế Mộ Dung Lệnh ?-370 | Yên Hiến Trang Đế Mộ Dung Lệnh ?-370 | Yên Hiến Trang Đế Mộ Dung Lệnh ?-370 | Yên Hiến Trang Đế Mộ Dung Lệnh ?-370 |  |  | 2Hậu Yên Huệ Mẫn Đế Mộ Dung Bảo 355-396-398           | 2Hậu Yên Huệ Mẫn Đế Mộ Dung Bảo 355-396-398           | 2Hậu Yên Huệ Mẫn Đế Mộ Dung Bảo 355-396-398           | 2Hậu Yên Huệ Mẫn Đế Mộ Dung Bảo 355-396-398           | 2Hậu Yên Huệ Mẫn Đế Mộ Dung Bảo 355-396-398           | 2Hậu Yên Huệ Mẫn Đế Mộ Dung Bảo 355-396-398           |  |  | Triệu Vương Mộ Dung Lân ?-397-398   | Triệu Vương Mộ Dung Lân ?-397-398   | Triệu Vương Mộ Dung Lân ?-397-398   | Triệu Vương Mộ Dung Lân ?-397-398   | Triệu Vương Mộ Dung Lân ?-397-398   | Triệu Vương Mộ Dung Lân ?-397-398   |  |  | Khai Phong công Mộ Dung Tường ?-397               | Khai Phong công Mộ Dung Tường ?-397       | Khai Phong công Mộ Dung Tường ?-397       | Khai Phong công Mộ Dung Tường ?-397       | Khai Phong công Mộ Dung Tường ?-397       | Khai Phong công Mộ Dung Tường ?-397       |  |  | 4Hậu Yên Chiêu Văn Đế Mộ Dung Hi 385-401-407 | 4Hậu Yên Chiêu Văn Đế Mộ Dung Hi 385-401-407 | 4Hậu Yên Chiêu Văn Đế Mộ Dung Hi 385-401-407 | 4Hậu Yên Chiêu Văn Đế Mộ Dung Hi 385-401-407 | 4Hậu Yên Chiêu Văn Đế Mộ Dung Hi 385-401-407 | 4Hậu Yên Chiêu Văn Đế Mộ Dung Hi 385-401-407 |  |  | 3Tây Yên Vương Mộ Dung Nghĩ ?-386 | 3Tây Yên Vương Mộ Dung Nghĩ ?-386 | 3Tây Yên Vương Mộ Dung Nghĩ ?-386 | 3Tây Yên Vương Mộ Dung Nghĩ ?-386 | 3Tây Yên Vương Mộ Dung Nghĩ ?-386 | 3Tây Yên Vương Mộ Dung Nghĩ ?-386 |  |  | 2Nam Yên Văn Đế Mộ Dung Siêu 385-405-410 | 2Nam Yên Văn Đế Mộ Dung Siêu 385-405-410 | 2Nam Yên Văn Đế Mộ Dung Siêu 385-405-410 | 2Nam Yên Văn Đế Mộ Dung Siêu 385-405-410 | 2Nam Yên Văn Đế Mộ Dung Siêu 385-405-410 | 2Nam Yên Văn Đế Mộ Dung Siêu 385-405-410 |  |  |                                             |                                             |                                             |                                             |                                             |                                             |  |  |                                        |                                        |                                        |                                        |                                        |                                        |  |  |  |  |  |  |  |  |  |  |  |  |  |  |  |  |  |  |  |  |  |  |  |  |  |  |
| 3Tiền Yên U Đế Mộ Dung Vĩ 350-360-370-384 | 3Tiền Yên U Đế Mộ Dung Vĩ 350-360-370-384 | 3Tiền Yên U Đế Mộ Dung Vĩ 350-360-370-384 | 3Tiền Yên U Đế Mộ Dung Vĩ 350-360-370-384 | 3Tiền Yên U Đế Mộ Dung Vĩ 350-360-370-384 | 3Tiền Yên U Đế Mộ Dung Vĩ 350-360-370-384 |  |  | 1Tây Yên Tế Bắc Vương Mộ Dung Hoằng ?-384            | 1Tây Yên Tế Bắc Vương Mộ Dung Hoằng ?-384            | 1Tây Yên Tế Bắc Vương Mộ Dung Hoằng ?-384            | 1Tây Yên Tế Bắc Vương Mộ Dung Hoằng ?-384            | 1Tây Yên Tế Bắc Vương Mộ Dung Hoằng ?-384            | 1Tây Yên Tế Bắc Vương Mộ Dung Hoằng ?-384            |  |  | 2Tây Yên Uy Đế Mộ Dung Xung 359-384-386   | 2Tây Yên Uy Đế Mộ Dung Xung 359-384-386   | 2Tây Yên Uy Đế Mộ Dung Xung 359-384-386   | 2Tây Yên Uy Đế Mộ Dung Xung 359-384-386   | 2Tây Yên Uy Đế Mộ Dung Xung 359-384-386   | 2Tây Yên Uy Đế Mộ Dung Xung 359-384-386   |           |  | Yên Hiến Trang Đế Mộ Dung Lệnh ?-370 | Yên Hiến Trang Đế Mộ Dung Lệnh ?-370 | Yên Hiến Trang Đế Mộ Dung Lệnh ?-370 | Yên Hiến Trang Đế Mộ Dung Lệnh ?-370 | Yên Hiến Trang Đế Mộ Dung Lệnh ?-370 | Yên Hiến Trang Đế Mộ Dung Lệnh ?-370 |  |  | 2Hậu Yên Huệ Mẫn Đế Mộ Dung Bảo 355-396-398           | 2Hậu Yên Huệ Mẫn Đế Mộ Dung Bảo 355-396-398           | 2Hậu Yên Huệ Mẫn Đế Mộ Dung Bảo 355-396-398           | 2Hậu Yên Huệ Mẫn Đế Mộ Dung Bảo 355-396-398           | 2Hậu Yên Huệ Mẫn Đế Mộ Dung Bảo 355-396-398           | 2Hậu Yên Huệ Mẫn Đế Mộ Dung Bảo 355-396-398           |  |  | Triệu Vương Mộ Dung Lân ?-397-398   | Triệu Vương Mộ Dung Lân ?-397-398   | Triệu Vương Mộ Dung Lân ?-397-398   | Triệu Vương Mộ Dung Lân ?-397-398   | Triệu Vương Mộ Dung Lân ?-397-398   | Triệu Vương Mộ Dung Lân ?-397-398   |  |  | Khai Phong công Mộ Dung Tường ?-397               | Khai Phong công Mộ Dung Tường ?-397       | Khai Phong công Mộ Dung Tường ?-397       | Khai Phong công Mộ Dung Tường ?-397       | Khai Phong công Mộ Dung Tường ?-397       | Khai Phong công Mộ Dung Tường ?-397       |  |  | 4Hậu Yên Chiêu Văn Đế Mộ Dung Hi 385-401-407 | 4Hậu Yên Chiêu Văn Đế Mộ Dung Hi 385-401-407 | 4Hậu Yên Chiêu Văn Đế Mộ Dung Hi 385-401-407 | 4Hậu Yên Chiêu Văn Đế Mộ Dung Hi 385-401-407 | 4Hậu Yên Chiêu Văn Đế Mộ Dung Hi 385-401-407 | 4Hậu Yên Chiêu Văn Đế Mộ Dung Hi 385-401-407 |  |  | 3Tây Yên Vương Mộ Dung Nghĩ ?-386 | 3Tây Yên Vương Mộ Dung Nghĩ ?-386 | 3Tây Yên Vương Mộ Dung Nghĩ ?-386 | 3Tây Yên Vương Mộ Dung Nghĩ ?-386 | 3Tây Yên Vương Mộ Dung Nghĩ ?-386 | 3Tây Yên Vương Mộ Dung Nghĩ ?-386 |  |  | 2Nam Yên Văn Đế Mộ Dung Siêu 385-405-410 | 2Nam Yên Văn Đế Mộ Dung Siêu 385-405-410 | 2Nam Yên Văn Đế Mộ Dung Siêu 385-405-410 | 2Nam Yên Văn Đế Mộ Dung Siêu 385-405-410 | 2Nam Yên Văn Đế Mộ Dung Siêu 385-405-410 | 2Nam Yên Văn Đế Mộ Dung Siêu 385-405-410 |  |  |                                             |                                             |                                             |                                             |                                             |                                             |  |  |                                        |                                        |                                        |                                        |                                        |                                        |  |  |  |  |  |  |  |  |  |  |  |  |  |  |  |  |  |  |  |  |  |  |  |  |  |  |
|                                           |                                           |                                           |                                           |                                           |                                           |  |  |                                                      |                                                      |                                                      |                                                      |                                                      |                                                      |  |  |                                           |                                           |                                           |                                           |                                           |                                           |           |  |                                      |                                      |                                      |                                      |                                      |                                      |  |  |                                                       |                                                       |                                                       |                                                       |                                                       |                                                       |  |  |                                     |                                     |                                     |                                     |                                     |                                     |  |  |                                                   |                                           |                                           |                                           |                                           |                                           |  |  |                                              |                                              |                                              |                                              |                                              |                                              |  |  |                                   |                                   |                                   |                                   |                                   |                                   |  |  |                                          |                                          |                                          |                                          |                                          |                                          |  |  |                                             |                                             |                                             |                                             |                                             |                                             |  |  |                                        |                                        |                                        |                                        |                                        |                                        |  |  |  |  |  |  |  |  |  |  |  |  |  |  |  |  |  |  |  |  |  |  |  |  |  |  |
|                                           |                                           |                                           |                                           |                                           |                                           |  |  | 5Tây Yên Đế Mộ Dung Trung ?-386                      | 5Tây Yên Đế Mộ Dung Trung ?-386                      | 5Tây Yên Đế Mộ Dung Trung ?-386                      | 5Tây Yên Đế Mộ Dung Trung ?-386                      | 5Tây Yên Đế Mộ Dung Trung ?-386                      | 5Tây Yên Đế Mộ Dung Trung ?-386                      |  |  | 4Tây Yên Đế Mộ Dung Dao ?-386             | 4Tây Yên Đế Mộ Dung Dao ?-386             | 4Tây Yên Đế Mộ Dung Dao ?-386             | 4Tây Yên Đế Mộ Dung Dao ?-386             | 4Tây Yên Đế Mộ Dung Dao ?-386             | 4Tây Yên Đế Mộ Dung Dao ?-386             |           |  |                                      |                                      |                                      |                                      |                                      |                                      |  |  | 3Hậu Yên Chiêu Vũ Đế Mộ Dung Thịnh 373-398-401        | 3Hậu Yên Chiêu Vũ Đế Mộ Dung Thịnh 373-398-401        | 3Hậu Yên Chiêu Vũ Đế Mộ Dung Thịnh 373-398-401        | 3Hậu Yên Chiêu Vũ Đế Mộ Dung Thịnh 373-398-401        | 3Hậu Yên Chiêu Vũ Đế Mộ Dung Thịnh 373-398-401        | 3Hậu Yên Chiêu Vũ Đế Mộ Dung Thịnh 373-398-401        |  |  | 1Bắc Yên Huệ Ý Đế Cao Vân ?-407-409 | 1Bắc Yên Huệ Ý Đế Cao Vân ?-407-409 | 1Bắc Yên Huệ Ý Đế Cao Vân ?-407-409 | 1Bắc Yên Huệ Ý Đế Cao Vân ?-407-409 | 1Bắc Yên Huệ Ý Đế Cao Vân ?-407-409 | 1Bắc Yên Huệ Ý Đế Cao Vân ?-407-409 |  |  | 2Bắc Yên Văn Thành Đế Phùng Bạt ?-409-430         | 2Bắc Yên Văn Thành Đế Phùng Bạt ?-409-430 | 2Bắc Yên Văn Thành Đế Phùng Bạt ?-409-430 | 2Bắc Yên Văn Thành Đế Phùng Bạt ?-409-430 | 2Bắc Yên Văn Thành Đế Phùng Bạt ?-409-430 | 2Bắc Yên Văn Thành Đế Phùng Bạt ?-409-430 |  |  |                                              |                                              |                                              |                                              |                                              |                                              |  |  |                                   |                                   |                                   |                                   |                                   |                                   |  |  |                                          |                                          |                                          |                                          |                                          |                                          |  |  |                                             |                                             |                                             |                                             |                                             |                                             |  |  |                                        |                                        |                                        |                                        |                                        |                                        |  |  |  |  |  |  |  |  |  |  |  |  |  |  |  |  |  |  |  |  |  |  |  |  |  |  |
|                                           |                                           |                                           |                                           |                                           |                                           |  |  | 5Tây Yên Đế Mộ Dung Trung ?-386                      | 5Tây Yên Đế Mộ Dung Trung ?-386                      | 5Tây Yên Đế Mộ Dung Trung ?-386                      | 5Tây Yên Đế Mộ Dung Trung ?-386                      | 5Tây Yên Đế Mộ Dung Trung ?-386                      | 5Tây Yên Đế Mộ Dung Trung ?-386                      |  |  | 4Tây Yên Đế Mộ Dung Dao ?-386             | 4Tây Yên Đế Mộ Dung Dao ?-386             | 4Tây Yên Đế Mộ Dung Dao ?-386             | 4Tây Yên Đế Mộ Dung Dao ?-386             | 4Tây Yên Đế Mộ Dung Dao ?-386             | 4Tây Yên Đế Mộ Dung Dao ?-386             |           |  |                                      |                                      |                                      |                                      |                                      |                                      |  |  | 3Hậu Yên Chiêu Vũ Đế Mộ Dung Thịnh 373-398-401        | 3Hậu Yên Chiêu Vũ Đế Mộ Dung Thịnh 373-398-401        | 3Hậu Yên Chiêu Vũ Đế Mộ Dung Thịnh 373-398-401        | 3Hậu Yên Chiêu Vũ Đế Mộ Dung Thịnh 373-398-401        | 3Hậu Yên Chiêu Vũ Đế Mộ Dung Thịnh 373-398-401        | 3Hậu Yên Chiêu Vũ Đế Mộ Dung Thịnh 373-398-401        |  |  | 1Bắc Yên Huệ Ý Đế Cao Vân ?-407-409 | 1Bắc Yên Huệ Ý Đế Cao Vân ?-407-409 | 1Bắc Yên Huệ Ý Đế Cao Vân ?-407-409 | 1Bắc Yên Huệ Ý Đế Cao Vân ?-407-409 | 1Bắc Yên Huệ Ý Đế Cao Vân ?-407-409 | 1Bắc Yên Huệ Ý Đế Cao Vân ?-407-409 |  |  | 2Bắc Yên Văn Thành Đế Phùng Bạt ?-409-430         | 2Bắc Yên Văn Thành Đế Phùng Bạt ?-409-430 | 2Bắc Yên Văn Thành Đế Phùng Bạt ?-409-430 | 2Bắc Yên Văn Thành Đế Phùng Bạt ?-409-430 | 2Bắc Yên Văn Thành Đế Phùng Bạt ?-409-430 | 2Bắc Yên Văn Thành Đế Phùng Bạt ?-409-430 |  |  |                                              |                                              |                                              |                                              |                                              |                                              |  |  |                                   |                                   |                                   |                                   |                                   |                                   |  |  |                                          |                                          |                                          |                                          |                                          |                                          |  |  |                                             |                                             |                                             |                                             |                                             |                                             |  |  |                                        |                                        |                                        |                                        |                                        |                                        |  |  |  |  |  |  |  |  |  |  |  |  |  |  |  |  |  |  |  |  |  |  |  |  |  |  |
|                                           |                                           |                                           |                                           |                                           |                                           |  |  |                                                      |                                                      |                                                      |                                                      |                                                      |                                                      |  |  |                                           |                                           |                                           |                                           |                                           |                                           |           |  |                                      |                                      |                                      |                                      |                                      |                                      |  |  |                                                       |                                                       |                                                       |                                                       |                                                       |                                                       |  |  |                                     |                                     |                                     |                                     |                                     |                                     |  |  | 1Bắc Yên Chiêu Thành Đế Phùng Hoằng ?-430-436-438 |                                           |                                           |                                           |                                           |                                           |  |  |                                              |                                              |                                              |                                              |                                              |                                              |  |  |                                   |                                   |                                   |                                   |                                   |                                   |  |  |                                          |                                          |                                          |                                          |                                          |                                          |  |  |                                             |                                             |                                             |                                             |                                             |                                             |  |  |                                        |                                        |                                        |                                        |                                        |                                        |  |  |  |  |  |  |  |  |  |  |  |  |  |  |  |  |  |  |  |  |  |  |  |  |  |  |

- Vũ Tuyên Đế Mộ Dung Hối (307 - 333)
- Thái Tổ Minh Hoàng đế Mộ Dung Hoảng (333 - 348)
- Liệt Tổ Chiêu Hoàng đế Mộ Dung Tuấn (348 - 360)
- U Đế Mộ Dung Vĩ (360 - 370).